# Pseudoeurycea nigromaculata
Espèce
Synonymes
- Bolitoglossa nigromaculata Taylor, 1941

Statut de conservation UICN

 EN  : En danger
Pseudoeurycea nigromaculata est une espèce d'urodèles de la famille des Plethodontidae.

## Répartition
Cette espèce est endémique du Veracruz au Mexique. Elle se rencontre de 1 200 à 1 600 m d'altitude sur le Cerro Chicahuaxtla et le San Martín Tuxtla.

## Publication originale
- Taylor, 1941 : New amphibians from the Hobart M. Smith Mexican collections. University of Kansas Science Bulletin, vol. 27, no 1, p. 141-167 (texte intégral).